# Polina Wiktorowna Scherebzowa

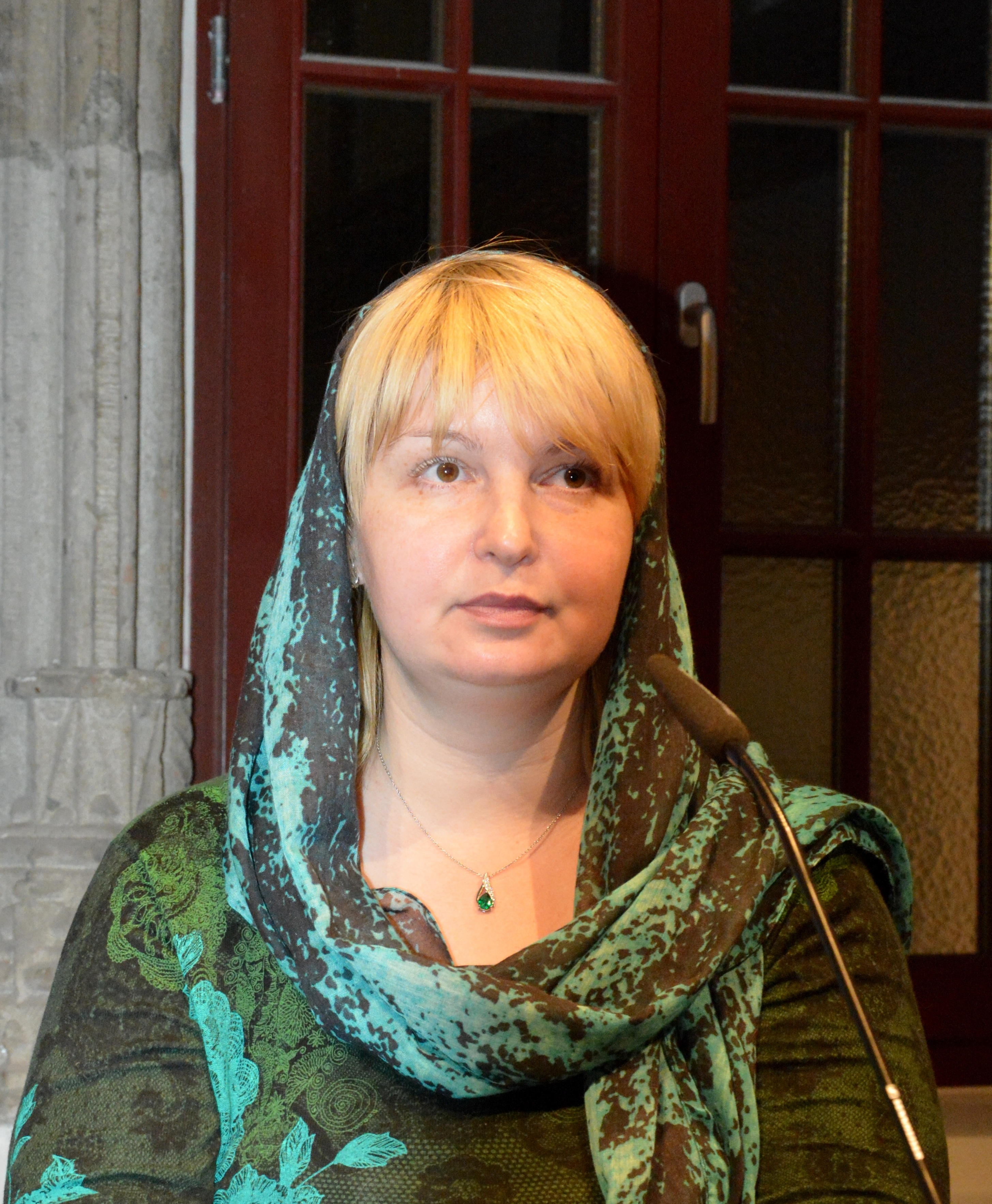
Polina Wiktorowna Scherebzowa. Lit.Cologne, Köln 2015

Polina Wiktorowna Scherebzowa (russisch Полина Викторовна Жеребцова; * 20. März 1985 in Grosny, Tschetscheno-Inguschetien, UdSSR) ist eine Schriftstellerin und Dichterin. Bekanntheit erlangte sie durch die Veröffentlichung ihres Tagebuchs (Дневник Жеребцовой Полины), in dem sie als junges Mädchen ihre Erlebnisse während der Tschetschenienkriege beschrieb. Das Buch wurde in mehrere Sprachen übersetzt.
Sie ist außerdem Autorin eines Berichts über Kriegsverbrechen auf dem Territorium der Tschetschenischen Republik von 1994 bis 2004.

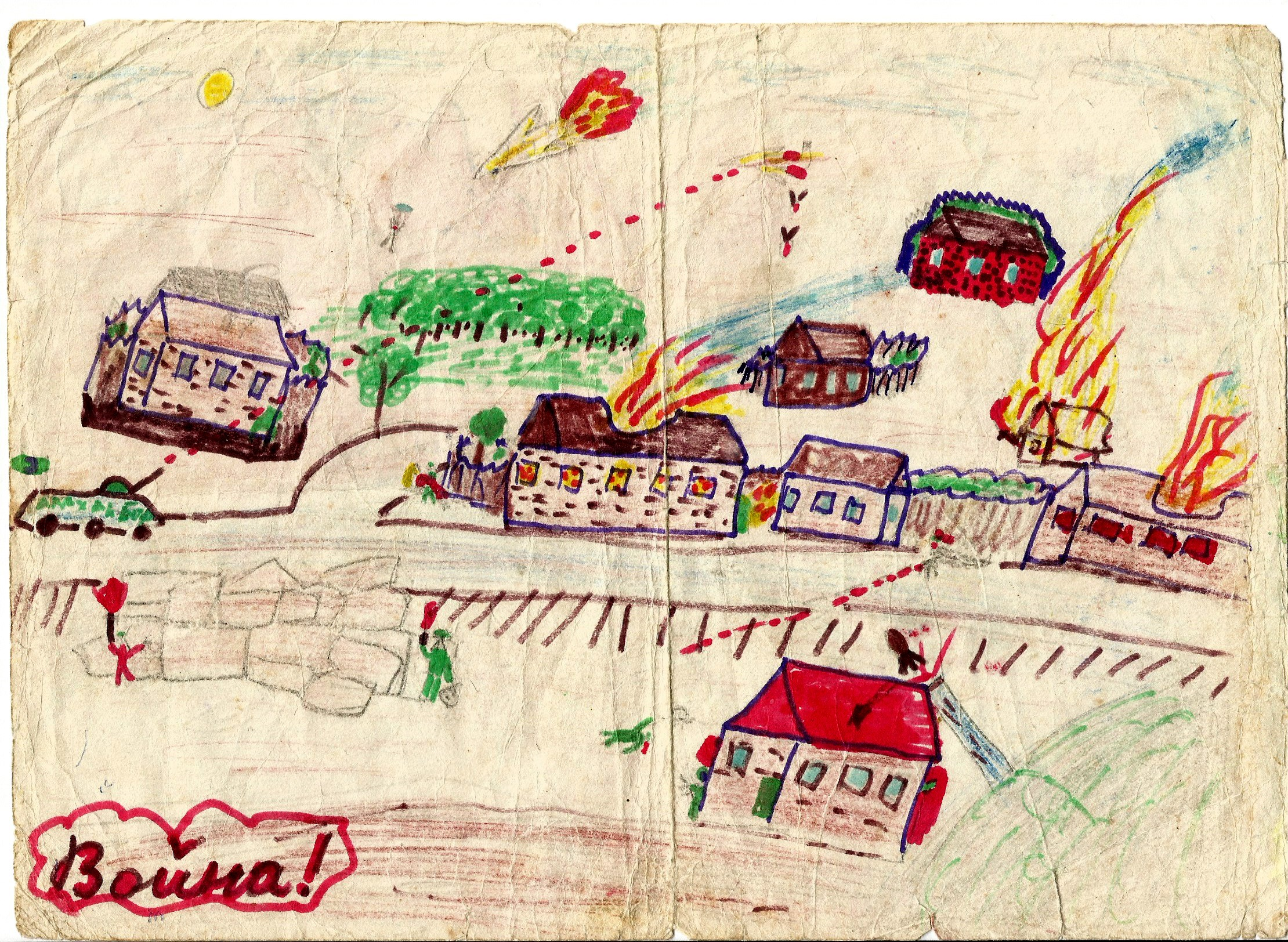
Zeichnung Polina Scherebzowas, 1995

Der Spiegel: „Politkowskaja hat den Krieg als Journalistin beschrieben, von außen. Polina Scherebzowa erzählt von innen, aus dem Herzen der Finsternis.“

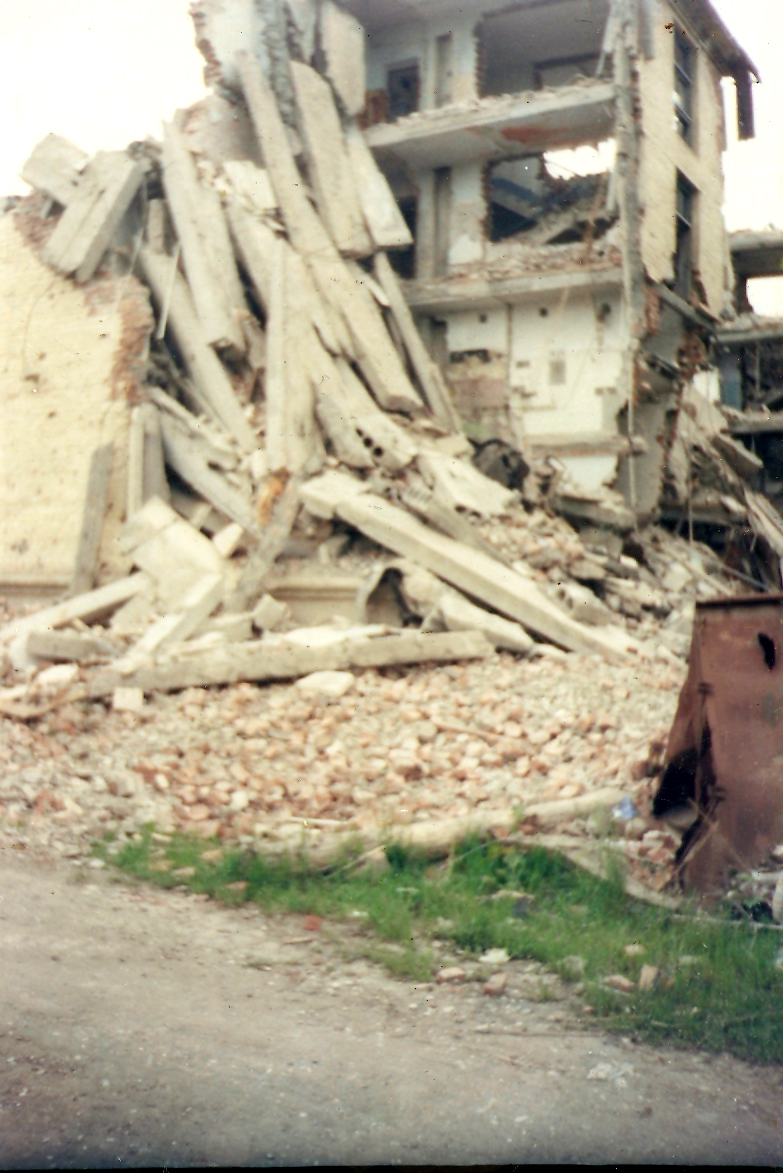
Foto Scherebzowas aus Tschetschenien

## Biografie

### Kindheit
Polinas Vater starb, als sie noch sehr jung war. Ihre Mutter Elena Scherebzowa arbeitete in einem großen Unternehmen. Ihre freie Zeit widmete sie der Bildung ihrer Tochter. Polinas Großvater mütterlicherseits, zu dem sie eine freundschaftliche Beziehung pflegte, war Anatoli Pawlowitsch Scherebzow, der in Grosny für mehr als 25 Jahre als TV-Journalist und Kameramann gearbeitet hatte. Polinas Großmutter mütterlicherseits war eine Künstlerin. Ihr Großvater väterlicherseits war ein Schauspieler und Musiker und ihre Großmutter väterlicherseits war Schauspielerin.
Polina Wiktorowna Scherebzowa wuchs in einer Familie auf, in der Bücher wie die Thora, die Bibel und der Koran gleichermaßen verehrt wurden. Seit ihrer Kindheit studierte sie die Religionen, Geschichte und Philosophie der verschiedenen Völker. Ihr Lieblingsfach in der Schule war Literatur. Ein geflügeltes Wort ihrer Familie war „Wir – die Menschen der Welt!“, bezugnehmend auf die verschiedenen Nationalitäten, denen sie entstammte.

### Erster Tschetschenienkrieg
Am Anfang des Ersten Tschetschenienkriegs (1994–1996) starb Polina Scherebzowas Großvater Anatoli. Das Krankenhaus in Grosny in der Straße des Ersten Mai, wo sich der 72-jährige Veteran des Zweiten Weltkriegs aus gesundheitlichen Gründen aufhielt, war unter Beschuss der Flugzeuge geraten. Polina machte den ersten ernsthaften Eintrag in ihrem Tagebuch. Darin gab sie den Nachbarn und Freunden Spitznamen. Sie schrieb über lustige und traurige Momente des Lebens. Wegen ihres russischen Nachnamens wurde sie nach dem militärischen Konflikt 1995 in der Schule wiederholt beleidigt. Auch ihre russischen Nachbarn und Freunde waren Anfeindungen ausgesetzt, worüber sie später in ihren dokumentarischen Geschichten schrieb.

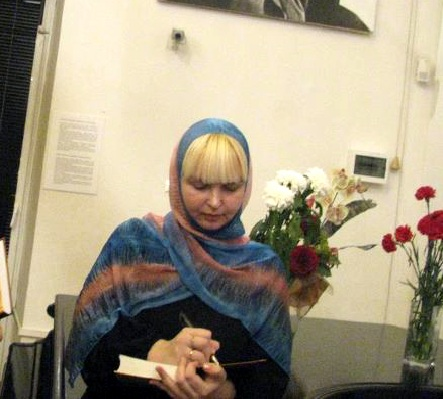
Polina Wiktorowna Scherebzowa. 2011.

### Zweiter Tschetschenienkrieg

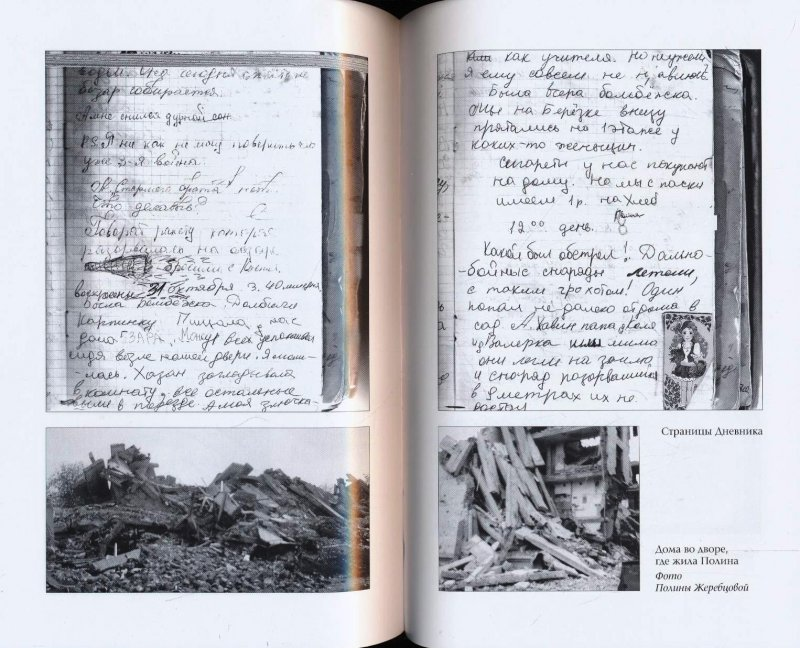
Polina Scherebzowas Tagebuch

1999 begann der Zweite Tschetschenienkrieg in Grosny im Nordkaukasus. Polina Scherebzowa war zu diesem Zeitpunkt 14 Jahre alt und führte ihr Tagebuch fort. Während sie ihrer Mutter nach der Schule auf dem zentralen Markt in Grosny half, kam es zu einem Beschuss und sie wurde am Bein verwundet. Der Angriff auf den Markt fand am 21. Oktober 1999 statt und wurde dokumentiert. Auf Grund der Verletzung und Krankheit konnten Polina Scherebzowa und ihre Mutter trotz des Krieges Grosny nicht verlassen. Sie litten Hunger und wurden zusammen mit ihren Nachbarn aus ihren Wohnungen vertrieben. Diese Erlebnisse hielt Polina Scherebzowa in ihrem Tagebuch fest.
Trotz der mitunter lebensgefährlichen Situation fuhr Polina Scherebzowa mit dem Schreiben fort, weil sie hoffte, dass jemand ihre Notizen finden und so über das Leiden unschuldiger Zivilisten – Kinder und alte Männer während des Krieges – erfahren würde. Ihr wichtigstes Anliegen war es, die Menschen davon zu überzeugen, keinen Krieg zu führen, vor allem innerhalb eines Staates. In ihrem Tagebuch beschrieb sie auch ihren Eindruck, dass vor dem Beginn des Konflikts im Jahr 1994 die Beziehung zwischen dem russischen und dem tschetschenischen Volk in Tschetscheno-Inguschetien freundlich war.
Im Februar 2000, fünf Monate nach der Verwundung, wurde Polina Scherebzowa im 9. Moskauer Krankenhaus, einem Notfall-Krankenhaus im zerstörten Grosny, operiert. Dabei wurden die größten der 16 Teile des Schrapnells entfernt. Eine Entschädigung bekam sie nicht.

### Nachkriegszeit
2009 wurden erste Auszüge aus Scherebzowas Tagebuch in russischen Medien veröffentlicht. Daraufhin wurde sie laut eigenen Angaben anonym bedroht und aufgefordert, die Veröffentlichung einzustellen. 2011 brachte sie dennoch ihr Tagebuch als Buch heraus. Im Januar 2012 verließ sie auf Grund zunehmender Drohungen gemeinsam mit ihrem Mann Russland und beantragte Asyl in Finnland.
Polina Scherebzowa war 2012 eine der Finalisten des Andrei-Sacharow-Journalisten-Wettbewerbs.
2013 erhielt Polina Scherebzowa politisches Asyl in Finnland. Sie engagiert sich in der Menschenrechtsarbeit.
Tobias Rapp rezensierte das Buch für das Magazin Der Spiegel und urteilte: „Eine Kinderstimme erzählt von einem der großen Menschheitsverbrechen der vergangenen zwanzig Jahre. Polinas Tagebuch könnte die Welt erschüttern, wie es das Tagebuch der Anne Frank getan hat.“.

## Publikationen
- Дневник Жеребцовой Полины Detektiv-Press, Moskau 2011, ISBN 978-5-89935-101-3.
- Муравей в стеклянной банке. Чеченские дневники 1994–2004 Corpus, Moskau 2014, ISBN 978-5-17-083653-6
  - deutsche Ausgabe: Polinas Tagebuch, übersetzt und mit einem Nachwort von Olaf Kühl, Rowohlt, Berlin (März) 2015, ISBN 978-3-87134-799-3.
- Тонкая серебристая нить (рассказы) — Moskau AST 2015. — 320 с. ISBN 978-5-17-092586-5
- Ослиная порода (novel) —  Moskau Time 2017. — 352 с. ISBN 978-5-9691-1536-1
- 45 parallel (novel), Folio 2017. — 506 с. ISBN 978-966-03-7925-1